# Kamienica I.K. Poznańskiego w Łodzi
Kamienica I.K. Poznańskiego – kamienica położona przy ulicy Piotrkowskiej 51 w Łodzi. Obok, pod numerem 53, znajduje się kamienica Hermana Konstadta.

## Historia
Pierwotnie nieruchomość należała do Franciszka Hallera, który w latach 1870–1873 wybudował na niej dwupiętrową kamienicę według projektu Hilarego Majewskiego. W 1891 posesja została kupiona przez Izraela Poznańskiego. Zlecił on wówczas gruntowną przebudowę wcześniejszego budynku, według projektu architektonicznego Juliusza Junga. Wtedy dobudowano dwa kolejne piętra oraz nadano fasadzie wczesnobarokowy wygląd tzw. „stylu Ludwika XIII”.
Mieścił się tutaj główny skład towarów przedsiębiorstwa Poznańskiego, który był wizytówką firmy w centrum miasta, a także firmy „Emde i S-ka”. Na początku XX w. ulokowano pod tym adresem skład fortepianów, melodyków i nut „Gebethner i Wolff”, a w okresie międzywojennym, biuro i skład fabryki firanek, obrusów i brokatów Izydora Pantyla i Symsi Pytowskiego oraz biuro i skład fabryczny przedsiębiorstwa Salomona Gajzenberga.